# قرجة قية بناهي
قرجة قية بناهي هي قرية في مقاطعة هشترود، إيران. عدد سكان هذه القرية هو 196 في سنة 2006.